# 湯之元站
湯之元站（日语：／ Yunomoto eki */?）是位於鹿兒島縣日置市東市來町湯田，九州旅客鐵道（JR九州）的鹿兒島本線車站。

## 歷史
- 1913年（大正2年）12月15日 - 鐵道院車站啟用。
- 1927年（昭和2年）10月17日 - 湯浦站至水俁站之間開業，八代站至鹿兒島站之間編入至鹿兒島本線。
- 1987年（昭和62年）4月1日 - 伴隨國鐵分割民營化，車站由九州旅客鐵道（JR九州）營運。
- 2004年（平成16年）
  - 3月13日 - 隨著九州新幹線啟用，夢燕廢止，鹿兒島中央站→川內站之間的尾班列車（日语：最終列車）改為快速列車停車站。
  - 4月1日 - 成為無人車站。
  - 8月11日 - 成為簡易委託車站。
- 2012年（平成24年）12月1日 - 此站可以使用IC卡「SUGOCA」[1]。

## 車站構造

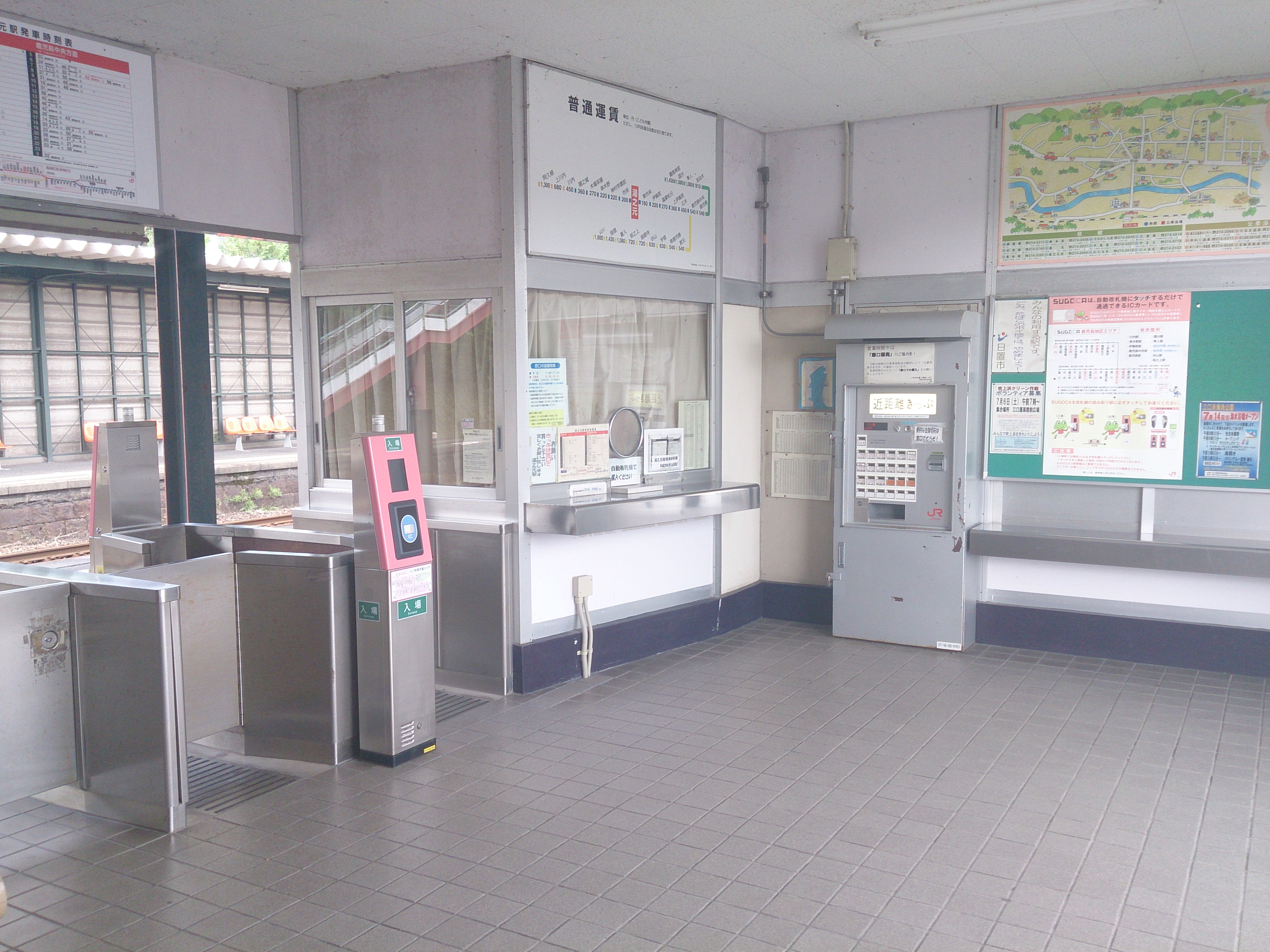
車站大樓內。在早上和黃昏後櫃臺暫停營業。

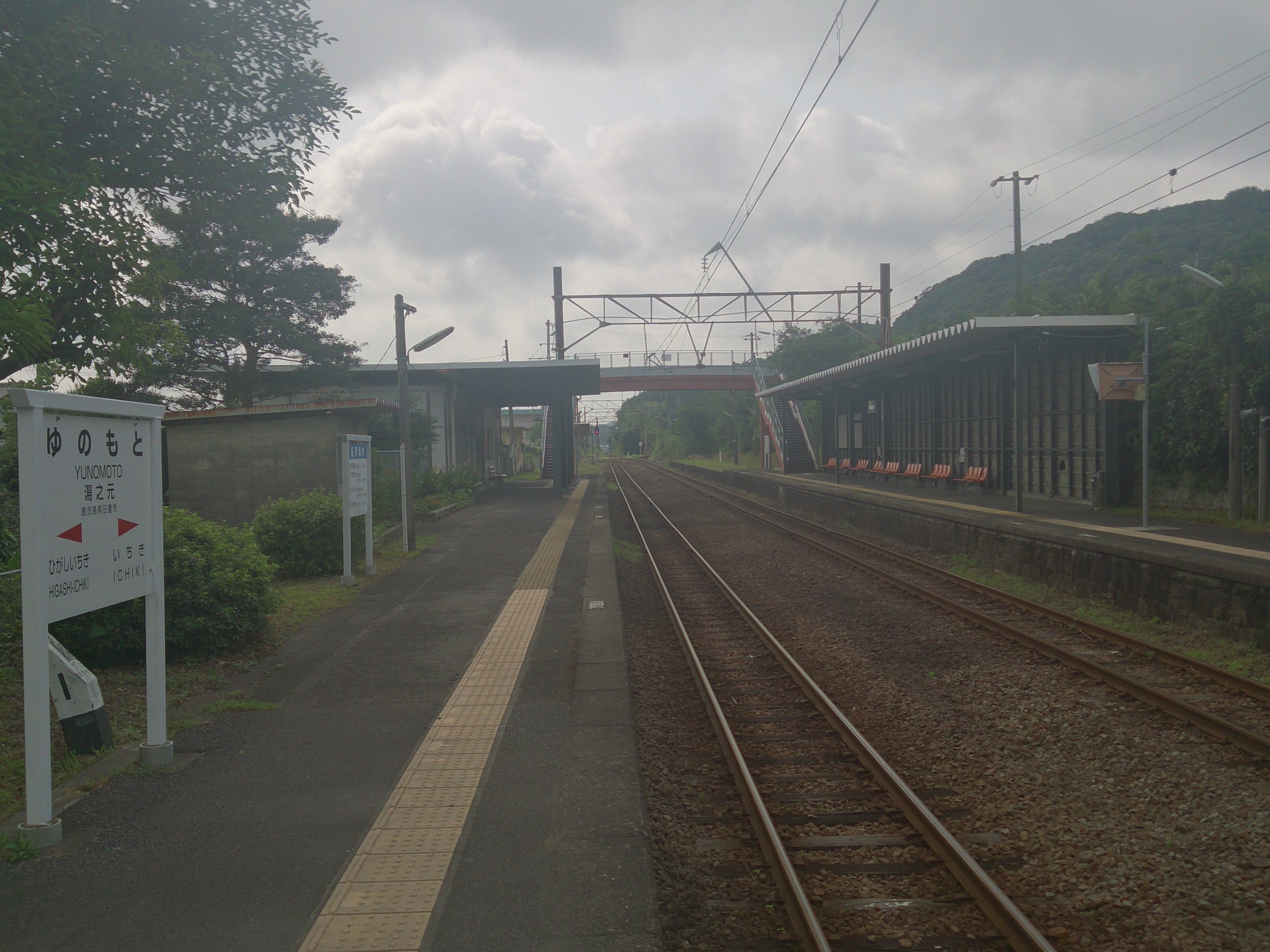
月台（川內站方向）

車站是一座地面車站，設有2面2線的相對式月台。在各月台之間設有跨線橋連接。
此站是由日置市管理的簡易委託車站。車站內沒有MARS系統與POS終端機，只有發售軟身紙張車票。
此站可以使用「SUGOCA」IC卡，以及可以與SUGOCA互相使用的交通系IC卡。車站設有簡易SUGOCA閘機。車站不可增值和購買SUGOCA卡。
車站設有簡單自動售票機（不可使用IC卡）。

### 月台
| 月台 | 路線        | 上下行 | 方向                   |
| ---- | ----------- | ------ | ---------------------- |
| 1    | ■鹿兒島本線 | 上行   | 串木野、川內方向       |
| 2    | ■鹿兒島本線 | 下行   | 伊集院、鹿兒島中央方向 |

## 使用狀況
在2018年度，1日平均乘車人次為363人。
以下是近年1日平均使用人次：
| 年度 | 1日平均 乘車人次 | 1日平均 上下車人次 |
| ---- | ---------------- | ------------------ |
| 2007 | 434              | 873                |
| 2008 | 425              | 856                |
| 2009 | 409              | 822                |
| 2010 | 404              | 814                |
| 2011 | 408              | 827                |
| 2012 | 404              | 815                |
| 2013 | 423              | 852                |
| 2014 | 387              | 781                |
| 2015 | 372              | 749                |
| 2016 | 343              |                    |
| 2017 | 358              |                    |
| 2018 | 363              |                    |

## 車站周邊
- 日置市立湯田小學
- 東市來郵局
- 湯之元溫泉（日语：湯之元温泉）
- 日置市湯之元棒球場
- 國道3號
- 國道270號（日语：国道270号）
- 鹿児島縣道309號山田湯之元停車場線（日语：鹿児島県道309号山田湯之元停車場線） - 連接湯之元站前與國道3號。
- 南九州西回自動車道 - 市來交匯處（日语：市来インターチェンジ）
- 湯之元紀念醫院

## 巴士
在車站前縣道山田湯之元停車場線200米外的國道3號上設有鹿兒島交通「湯之元」巴士站。
- 50：野田－小山田－草牟田（日语：草牟田）－天文館－鹿兒島站
- 50特急：野田－天文館－鹿兒島新港入口－錦江町
- 51：伊集院－小山田－草牟田－天文館－鹿兒島站、鹿兒島新港
- 57：伊集院－郡山－小山田－草牟田－天文館－鹿兒島站
- 71：伊集院－犬迫－草牟田－天文館－鹿兒島站
- 野田－妙圓寺－高山－野下小下
- 50,51,57：市來－島平－串木野－木場茶屋－川內站－川内營業所
- 50特急：串木野－川內營業所
- 市來－串木野－羽島
- 江口－日置－日置運動公園入口
- 伊集院－城西高校（日语：鹿児島城西高等学校）
- 鹿兒島機場
- 日置市社區巴士（日语：日置市コミュニティバス）「東市來地域Kokeke巴士」

## 相鄰車站
九州旅客鐵道
■鹿兒島本線
市來－湯之元－東市來

## 注腳
1. ↑  . 交通新聞 (交通新聞社). 2012-12-04: 1.
2. ↑   (PDF). 九州旅客鐵道.   [2019-07-30]. （原始内容存档 (PDF)于2019-12-06）.
3. ↑  鹿兒島縣統計年鑑

## 外部連結
- 湯之元（車站資訊） - 九州旅客鐵道